# Molde Fotballklubb
Il Molde Fotballklubb, meglio noto come Molde FK è una società calcistica norvegese con sede nella città di Molde. Milita nella Eliteserien, la massima divisione del campionato norvegese di calcio.
Giunta per la prima volta al successo alla metà degli anni '90 del XX secolo, con la vittoria della Coppa di Norvegia nel 1994, in bacheca vanta 5 campionati nazionali, 6 Coppe di Norvegia, una Supercoppa di Norvegia e un campionato di seconda divisione. È uno dei due club norvegesi che hanno partecipato alla UEFA Champions League.
L'Aker Stadion, che ospita le partite interne della squadra, ha una capacità di 11 167 spettatori.

## Storia
Fondato il 19 giugno del 1911 come International Molde, nel 1914 assunse la denominazione attuale. Ha vissuto importanti stagioni durante la fine degli anni ottanta e l'inizio degli anni novanta quando vinse la Norgesmesterskapet 1994, successo bissato nel 2005 e nel 2013. In campionato ha sfiorato più volte la vittoria finale, giungendo secondo nelle stagioni 1974, 1987, 1995, 1998, 1999 e 2002. Nella stagione 1999-2000 il club ottiene una storica qualificazione ai gironi di Champions League, confrontandosi nel proprio con gli spagnoli del Real Madrid, i portoghesi del Porto e i greci dell'Olympiacos. Vince il suo primo campionato nel 2011, riconfermandosi campione anche l'anno successivo.
Il miglior traguardo europeo del club norvegese risale alla stagione 2015-2016 nell’Europa League di quell’anno. Qui il Molde elimina ai playoff lo Standard Liegi vincendo prima 2-0 in Norvegia, per poi subire una sconfitta per 3-1 in Belgio (regola dei gol in trasferta). La squadra viene quindi inserita nel difficilissimo girone A della competizione: quello con Fenerbahçe, Celtic ed Ajax. A grande sorpresa i norvegesi vincono quel raggruppamento con 11 punti, fruttati dalla doppia vittoria contro gli scozzesi, dal doppio pareggio contro l’Ajax e da una vittoria in Turchia (unica sconfitta contro il Fenerbahçe tra le mura amiche). Raggiungono così uno storico traguardo: i sedicesimi di Europa League, ed incontrano il Siviglia. Gli spagnoli vincono 3-0 in casa, ma in Norvegia il Molde infligge una clamorosa sconfitta al Siviglia (1-0); se consideriamo che gli spagnoli poi vinceranno la competizione contro il Liverpool FC, la vittoria per 1-0 dei norvegesi si tratta di un risultato prestigiosissimo.
Prende parte alle qualificazioni di UEFA Europa League 2018-2019. Il cammino europeo comincia nel peggiore dei modi: i norvegesi vengono sconfitti in casa del modesto Glenavon FC per 2-1, ma il Molde al ritorno si riprende e stravince con un 5-1. Il KF Laçi è il prossimo avversario a farne le spese, con una doppia sconfitta (3-0 in Norvegia e 2-0 in Albania). Dopodiché ottiene uno 0-0 in casa dell’Hibernian che rimedia poi al ritorno con una vittoria per 3-0. Ai playoff il Molde incontra lo Zenit: i russi si impongono all’andata per 3-1, ma nel ritorno in Norvegia non basta la vittoria dei padroni di casa per passare il turno (2-1). Il club si laurea campione di Norvegia al termine dell‘Eliteserien 2019, aggiudicandosi il quarto titolo della sua storia. Il quinto titolo giunge tre anni dopo, nel 2022.
La squadra giovanile ha partecipato alla prima edizione della NextGen Series, massimo torneo continentale per club Under-19, giungendo al quarto posto del suo girone; la squadra è stata confermata tra i club partecipanti all'edizione successiva.

## Calciatori
Uno dei giocatori più noti del club è stato Erling Haaland.

## Palmarès

### Competizioni nazionali
- Campionato norvegese: 5

2011, 2012, 2014, 2019, 2022
- Coppa di Norvegia: 6

1994, 2005, 2013, 2014, 2021-2022, 2023
- Supercoppa di Norvegia: 1

2012
- 1. divisjon: 1

2007

### Competizioni giovanili
- Norgesmesterskapet G19: 10

1978, 1987, 1992, 1996, 1997, 2000, 2016, 2017, 2021, 2022

### Altri piazzamenti
- Campionato norvegese:

Secondo posto: 1974, 1987, 1995, 1998, 1999, 2002, 2009, 2017, 2018, 2020, 2021
Terzo posto: 1977, 1988, 1990
- Coppa di Norvegia:

Finalista: 1982, 1989, 2009, 2024
Semifinalista: 1999, 2008, 2012, 2017
- UEFA Fair Play ranking: 1

1997-1998

## Organico

### Rosa 2025
Aggiornato al 8 gennaio 2025.
| N. |                     | Ruolo | Calciatore          |
| -- | ------------------- | ----- | ------------------- |
| 1  | Norvegia (bandiera) | P     | Jacob Karlstrøm     |
| 2  | Norvegia (bandiera) | D     | Martin Bjørnbak     |
| 3  | Norvegia (bandiera) | D     | Casper Øyvann       |
| 5  | Norvegia (bandiera) | C     | Eirik Hestad        |
| 6  | Norvegia (bandiera) | C     | Martin Ellingsen    |
| 7  | Norvegia (bandiera) | C     | Magnus Wolff Eikrem |
| 8  | Norvegia (bandiera) | A     | Fredrik Gulbrandsen |
| 9  | Norvegia (bandiera) | A     | Veton Berisha       |
| 10 | Norvegia (bandiera) | C     | Eric Kitolano       |
| 12 | Norvegia (bandiera) | P     | Oliver Petersen     |
| 14 | Norvegia (bandiera) | C     | Erling Knudtzon     |
| 15 | Norvegia (bandiera) | C     | Markus Kaasa        |

| N. |                      | Ruolo | Calciatore               |
| -- | -------------------- | ----- | ------------------------ |
| 16 | Norvegia (bandiera)  | C     | Emil Breivik             |
| 19 | Norvegia (bandiera)  | D     | Eirik Haugan             |
| 20 | Norvegia (bandiera)  | C     | Kristian Eriksen         |
| 21 | Norvegia (bandiera)  | D     | Martin Linnes            |
| 22 | Norvegia (bandiera)  | C     | Magnus Retsius Grødem    |
| 24 | Norvegia (bandiera)  | C     | Johan Bakke              |
| 25 | Danimarca (bandiera) | D     | Anders Hagelskjær        |
| 26 | Norvegia (bandiera)  | D     | Isak Amundsen            |
| 28 | Norvegia (bandiera)  | D     | Kristoffer Haugen        |
| 33 | Norvegia (bandiera)  | C     | Niklas Ødegård           |
| 34 | Norvegia (bandiera)  | P     | Peder Hoel Lervik        |
| 46 | Norvegia (bandiera)  | C     | Andreas Eikrem Myklebust |
|    | Danimarca (bandiera) | D     | Valdemar Lund            |